# Эргил-оол, Игорь Чагович
Игорь Чагович Эргил-оол (1917 г. — 28 сентября 1992 г.) — поэт, переводчик, автор учебников по тувинскому языку для начальной школы, Отличник народного просвещения.

## Биография
Родился в 1917 году в м. Чагытай Тандинского хошуна (на территории, прикрепленной к современному селау Дурген) Танну-Тувы. Закончил Бай-Хаакскую русскую начальную школу. Окончил Кызыльский педагогический техникум (1938), после чего был направлен на работу учителем в Тоджинский район. В числе первых специалистов он участвовал во всех делах культурного строительства. Потом с 1942 года перевёлся в Кызылский учебный комбинат и в школу № 2 г. Кызыла. С 1946 г начал работать в педагогическом училище преподавателем родного языка и методики его преподавания. В 1953 году поступил в Кызылский учительский институт, через два года получил специальность учителя родного языка и литературы в средней школе. Работал в секторе языка и письменности ТНИИЯЛИ младшим научным сотрудником (1985—1989). Умер 28 сентября 1992 г. в Кызыле Республики Тыва.

## Творчество
Писал стихи, печатался в местных газетах «Шын», «Хостуг арат», «Сылдысчыгаш». Принимал участие в переводческой деятельности Тувинского книжного издательства. Разработал программы и учебные пособия по методике родного языка для школ и педагогического училища. Автор учебников «Тыва дыл» для начальной школы. В 2012 году был выпушен учебник «Тувинский язык» для 2-го класса в соответствии с ФГОС НОО для школ с родным (тувинским) языком обучения (учебник для общеобразовательных учреждений).

### Основные публикации
| 1992 | Тувинский язык : Учеб. для 2-го кл. четырёхлет. нач. шк. / И. Ч. Эргил-оол, 151 с. ил. 22 см, 2-е изд., перераб. Кызыл Тувин. кн. изд-во 1992 |
| 1985 | Тувинский язык : Для 3-го кл. / А. М. Белек-Баир, И. Ч. Эргил-оол, 167 с. ил. 22 см, 5-е изд., перераб. Кызыл Тувин. кн. изд-во 1984          |
| 1985 | Тувинский язык : Учеб. для первого класса нач. шк. / И. Ч. Эргил-оол, 143 с. ил. 22 см, 6-е изд., перераб. Кызыл Тувин. кн. изд-во 1985       |
| 1982 | Тувинский язык : Учебник для 1-го кл. нач. школы / И. Ч. Эргил-оол, 141 с. ил. 21 см, 5-е изд., перераб. Кызыл Тувин. кн. изд-во 1982         |

2012. Эргил-оол И.Ч., Дамба Н. Ч., Ондар Н. Ч. Тыва дыл. 2 класс. Ниити өөредилге черлеринге өөредилге ному. — Кызыл: Национал школа хөгжүдер институт, 2012. — 160 ар. — ISBN 978-5-7655-0747-6.
Учебник «Тувинский язык» для 2-го класса составлен в соответствии с ФГОС НОО для школ с родным (тувинским) языком обучения. Учебник для общеобразовательных учреждений.